# Open GDF SUEZ des Contamines-Montjoie 2012 - Doppio
Il doppio del torneo di tennis Open GDF SUEZ des Contamines-Montjoie 2012, facente parte della categoria ITF Women's Circuit, ha avuto come vincitrici Conny Perrin e Maša Zec Peškirič che hanno battuto in finale Timea Bacsinszky e Estelle Guisard con il punteggio di 2–6, 6–4, [10-5].

## Teste di serie
1. Conny Perrin /  Maša Zec Peškirič (Campionesse)
2. Nicole Clerico /  Giulia Gatto-Monticone (quarti di finale)

1. Bianca Botto /  Akiko Ōmae (semifinali)
2. Martina Caciotti /  Anne Schäfer (semifinali)

## Tabellone

### Legenda
| - Q = Qualificato - WC = Wild card - LL = Lucky loser | - ALT = Alternate - SE = Special Exempt - PR = Protected Ranking | - w/o = Walkover - r = Ritirato - d = Squalificato |